# PDP-16
De PDP-16 (Programmed Data Processor), die in 1971 geïntroduceerd werd door Digital Equipment Corporation (DEC), was een gespecialiseerde computer, die vooral bedoeld was voor industriële controlesystemen en meer mogelijkheden bood dan de PDP-14.

## Hardware
Aanvankelijk bestond de PDP-16 uit een familie van modules. In 1972 werd een voorgemonteerd 12 bit-systeem met deze modules geïntroduceerd, genaamd PDP-16/M. De 16/M kreeg de bijnaam "subminicomputer" en werd beschreven als "een kleine microprogrammeerbare computer".
De algemene modules bestonden uit:
- componenten om een datapad te bouwen (registers, geheugens, ALU's, enz.)
- componenten om een controlestructuur te bouwen (een bewerking uitvoeren, vertakkingen specificeren, samenvoegen, enz.)
- andere componenten die nodig zijn om een digitaal systeem te voltooien (lampen, schakelaars, busafsluiting, backplane, enz.)

Deze modules behoorden tot de M-serie Flip-Chip-modules van het bedrijf, die gebruikmaakten van TTL-technologie.
De controlestructuur leek op een stroomdiagram, wat frequent gebruikt wordt door softwareprogrammeurs. Als gevolg hiervan zorgde de PDP-16 ervoor dat digitale systemen voortaan ook ontworpen konden worden door ontwikkelaars met ervaring in het schrijven van software, maar minder ervaring met hardwareontwerp dan traditioneel vereist was voor dit werk.
Het grote voordeel van PDP-16 ten opzichte van de PDP-14 was dat de PDP-16 beter geschikt was voor het ontwerpen van eenmalige systemen of van systemen met een relatief laag productievolume.